# Scyliorhinus cervigoni
Scyliorhinus cervigoni és una espècie de peix de la família dels esciliorrínids i de l'ordre dels carcariniformes.

## Morfologia
- Els mascles poden assolir 67 cm de longitud total.[5][6]

## Reproducció
És ovípar.

## Hàbitat
És un peix marí que viu entre 45-500 m de fondària.

## Distribució geogràfica
Es troba des de Mauritània fins a Angola.